# Vasal
Vasal er et ord af keltisk oprindelse, som sandsynligvis betyder tjener. Man kan både tale om en vasal som en person og en vasalstat.
I middelalderen var en vasal betegnelsen på en overherres undergivne, f.eks. en konges adelsmand eller lensmand.